# EPF Hall of Fame
De EPF Hall of Fame is een erelijst ingericht door de de European Powerlifting Federation (EPF). Jaarlijks kunnen er twee powerlifters en een official in worden opgenomen .

## Erelijst
| Jaar | Officials           | Powerlifters                                 |
| ---- | ------------------- | -------------------------------------------- |
| 1993 | Heiner Köberich     | Claudine Cognac Jarmo Virtanen               |
| 1994 | John Moody          | Judy Oakes Eddy Pengelly                     |
| 1995 | Arnulf Wahlstrøm    | Victor Naleikin                              |
| 1996 | Vic Mercer          | Audhild Hansen                               |
| 1997 | Arnold Boström      |                                              |
| 1998 | George Leggett      | Dagmar Wang Kenneth Mattsson                 |
| 1999 | Kalevi Sorsa        | Anna-Liisa Prinkala                          |
| 2000 | Henk Kaiser         | Natalia Rumyantseva Leopold Krendl           |
| 2001 |                     | Wim Elyn Jan Wilczynski (DSQ)                |
| 2002 | Ralph Farquharson   |                                              |
| 2003 | Jiri Hofirek        | Cecile Jamin                                 |
| 2004 | Myriam Busselot     |                                              |
| 2005 | Pavol Müller        | Andy Kerr                                    |
| 2006 |                     | Inger Blikra Petr Theuser (DSQ)              |
| 2007 |                     | Antonietta Orsini                            |
| 2008 |                     | Raija Jurkko                                 |
| 2009 |                     | Jaroslaw Olech                               |
| 2010 | Dietmar Wolf        |                                              |
| 2011 | Alain Hammang       | Ielja Strik Anibal Coimbra                   |
| 2012 |                     |                                              |
| 2013 |                     | Jan Wegiera Dariusz Wszola                   |
| 2014 |                     |                                              |
| 2015 | Sandra Rossi        | Mervi Sirkiä Kenneth Sandvik                 |
| 2016 |                     | Riitta Sundvall Liimatainen Patrick Turesson |
| 2017 |                     | Eila Kumpuniemi Ruso Karel                   |
| 2018 |                     | Heidi Hille Arnesen Phillip Richard          |
| 2019 | Gaston Parage       | Hassan El Belghitti                          |
| 2020 | Klaus Broström      | Inna Orobets Antti Savolainen                |
| 2021 | Johnny Wiklund      | Eva Buxbom Tony Cliffe                       |
| 2022 | Sirazhutdin Bazaiev | Natalie Feraud Truls Christensen             |
| 2023 | Xavier de Puytorac  | Hildeborg Juvet Hugdal Sofiane Belkesir      |